# Казалборе
Казалборе (итал. Casalbore) је насеље у Италији у округу Авелино, региону Кампанија.
Према процени из 2011. у насељу је живело 1247 становника. Насеље се налази на надморској висини од 596 м.

## Становништво
| 1951. | 1961. | 1971. | 1981. | 1991. | 2001. | 2011. |
| ----- | ----- | ----- | ----- | ----- | ----- | ----- |
| 2.598 | 2.507 | 2.213 | 2.129 | 2.254 | 2.086 | 1.922 |